# The Newsroom/Episodenliste
Diese Episodenliste enthält alle Episoden der US-amerikanischen Dramedyserie The Newsroom, sortiert nach der US-amerikanischen Erstausstrahlung. Zwischen 2012 und 2014 entstanden in drei Staffeln insgesamt 25 Episoden mit einer Länge von jeweils etwa 60 Minuten.

## Übersicht
| Staffel | Episodenanzahl | Erstausstrahlung USA | Erstausstrahlung USA | Deutschsprachige Erstausstrahlung | Deutschsprachige Erstausstrahlung |
| Staffel | Episodenanzahl | Staffelpremiere      | Staffelfinale        | Staffelpremiere                   | Staffelfinale                     |
| ------- | -------------- | -------------------- | -------------------- | --------------------------------- | --------------------------------- |
| 1       | 10             | 24. Juni 2012        | 26. August 2012      | 22. November 2012                 | 20. Dezember 2012                 |
| 2       | 9              | 14. Juli 2013        | 15. September 2013   | 15. September 2013                | 10. November 2013                 |
| 3       | 6              | 9. November 2014     | 14. Dezember 2014    | 16. Januar 2015                   | 20. Februar 2015                  |

## Staffel 1
Die Erstausstrahlung der ersten Staffel war vom 24. Juni bis zum 26. August 2012 auf dem US-amerikanischen Kabelsender HBO zu sehen. Die deutschsprachige Erstausstrahlung sendete der Pay-TV-Sender Sky Atlantic HD vom 22. November bis zum 20. Dezember 2012.
| Nr. (ges.) | Nr. (St.) | Deutscher Titel       | Originaltitel                     | Erstausstrahlung USA | Deutschsprachige Erstausstrahlung (D) | Regie               | Drehbuch                   | Quoten (USA) |
| ---------- | --------- | --------------------- | --------------------------------- | -------------------- | ------------------------------------- | ------------------- | -------------------------- | ------------ |
| 1          | 1         | Gute Nachrichten      | We Just Decided To                | 24. Juni 2012        | 22. Nov. 2012                         | Greg Mottola        | Aaron Sorkin               | 2,14 Mio.    |
| 2          | 2         | News Night 2.0        | News Night 2.0                    | 1. Juli 2012         | 22. Nov. 2012                         | Alex Graves         | Aaron Sorkin               | 1,68 Mio.    |
| 3          | 3         | Die Kongresswahl      | The 112th Congress                | 8. Juli 2012         | 29. Nov. 2012                         | Greg Mottola        | Aaron Sorkin & Gideon Yago | 2,21 Mio.    |
| 4          | 4         | Lügen und Geheimnisse | I’ll Try to Fix You               | 15. Juli 2012        | 29. Nov. 2012                         | Alan Poul           | Aaron Sorkin               | 1,94 Mio.    |
| 5          | 5         | Amen                  | Amen                              | 22. Juli 2012        | 6. Dez. 2012                          | Daniel Minahan      | Aaron Sorkin               | 1,95 Mio.    |
| 6          | 6         | Tyrannen              | Bullies                           | 29. Juli 2012        | 6. Dez. 2012                          | Jeremy Podeswa      | Aaron Sorkin               | 1,74 Mio.    |
| 7          | 7         | Der Informant         | 5/1                               | 5. Aug. 2012         | 13. Dez. 2012                         | Joshua Marston      | Aaron Sorkin               | 1,76 Mio.    |
| 8          | 8         | Der Quotenk(r)ampf    | The Blackout Part I: Tragedy Porn | 12. Aug. 2012        | 13. Dez. 2012                         | Lesli Linka Glatter | Aaron Sorkin               | 1,84 Mio.    |
| 9          | 9         | Die Scheindebatte     | The Blackout Part II: Mock Debate | 19. Aug. 2012        | 20. Dez. 2012                         | Alan Poul           | Aaron Sorkin               | 1,96 Mio.    |
| 10         | 10        | Der größere Narr      | The Greater Fool                  | 26. Aug. 2012        | 20. Dez. 2012                         | Greg Mottola        | Aaron Sorkin               | 2,30 Mio.    |

## Staffel 2
Die Erstausstrahlung der zweiten Staffel war vom 14. Juli bis zum 15. September 2013 auf dem US-amerikanischen Kabelsender HBO zu sehen. Die deutschsprachige Erstausstrahlung sendete der Pay-TV-Sender Sky Atlantic HD vom 15. September bis zum 10. November 2013.
| Nr. (ges.) | Nr. (St.) | Deutscher Titel                         | Originaltitel                                 | Erstausstrahlung USA | Deutschsprachige Erstausstrahlung (D) | Regie               | Drehbuch                                                                              | Quoten (USA) |
| ---------- | --------- | --------------------------------------- | --------------------------------------------- | -------------------- | ------------------------------------- | ------------------- | ------------------------------------------------------------------------------------- | ------------ |
| 11         | 1         | Als Erstes lasst uns alle Anwälte töten | First Thing We Do, Let’s Kill All the Lawyers | 14. Juli 2013        | 15. Sep. 2013                         | Alan Poul           | Handlung: Ian Reichbach & Aaron Sorkin Schauspiel: Aaron Sorkin                       | 2,22 Mio.    |
| 12         | 2         | Operation Genua                         | The Genoa Tip                                 | 21. Juli 2013        | 22. Sep. 2013                         | Jeremy Podeswa      | Handlung: Dana Ledoux Miller, Adam R. Perlman & Aaron Sorkin Schauspiel: Aaron Sorkin | 1,88 Mio.    |
| 13         | 3         | Willie Pete                             | Willie Pete                                   | 28. Juli 2013        | 29. Sep. 2013                         | Lesli Linka Glatter | Handlung: Michael Gunn, Elizabeth Peterson & Aaron Sorkin Schauspiel: Aaron Sorkin    | 1,80 Mio.    |
| 14         | 4         | Unbeabsichtigte Konsequenzen            | Unintended Consequences                       | 4. Aug. 2013         | 6. Okt. 2013                          | Carl Franklin       | Aaron Sorkin                                                                          | 1,62 Mio.    |
| 15         | 5         | News Night mit Will McAvoy              | News Night with Will McAvoy                   | 11. Aug. 2013        | 13. Okt. 2013                         | Alan Poul           | Aaron Sorkin                                                                          | 1,82 Mio.    |
| 16         | 6         | Einen Schritt zu weit                   | One Step Too Many                             | 18. Aug. 2013        | 20. Okt. 2013                         | Julian Farino       | Aaron Sorkin                                                                          | 1,89 Mio.    |
| 17         | 7         | Institutionelles Versagen               | Red Team III                                  | 25. Aug. 2013        | 27. Okt. 2013                         | Anthony Hemingway   | Aaron Sorkin                                                                          | 1,47 Mio.    |
| 18         | 8         | Wahlabend – Teil 1                      | Election Night (1)                            | 8. Sep. 2013         | 3. Nov. 2013                          | Jason Ensler        | Aaron Sorkin                                                                          | 1,76 Mio.    |
| 19         | 9         | Wahlabend – Teil 2                      | Election Night (2)                            | 15. Sep. 2013        | 10. Nov. 2013                         | Alan Poul           | Aaron Sorkin                                                                          | 1,67 Mio.    |

## Staffel 3
Die Erstausstrahlung der dritten Staffel war vom 9. November bis zum 14. Dezember 2014 auf dem US-amerikanischen Kabelsender HBO zu sehen. Die deutschsprachige Erstausstrahlung sendete der Pay-TV-Sender Sky Atlantic HD vom 16. Januar bis zum 20. Februar 2015.
| Nr. (ges.) | Nr. (St.) | Deutscher Titel      | Originaltitel                | Erstausstrahlung USA | Deutschsprachige Erstausstrahlung (D) | Regie             | Drehbuch                                                     | Quoten (USA) |
| ---------- | --------- | -------------------- | ---------------------------- | -------------------- | ------------------------------------- | ----------------- | ------------------------------------------------------------ | ------------ |
| 20         | 1         | Boston               | Boston                       | 9. Nov. 2014         | 16. Jan. 2015                         | Anthony Hemingway | Aaron Sorkin                                                 | 1,21 Mio.    |
| 21         | 2         | Der Whistleblower    | Run                          | 16. Nov. 2014        | 23. Jan. 2015                         | Greg Mottola      | Aaron Sorkin                                                 | 1,28 Mio.    |
| 22         | 3         | Im Visier der Justiz | Main Justice                 | 23. Nov. 2014        | 30. Jan. 2015                         | Alan Poul         | Handlung: Jon Lovett & Aaron Sorkin Schauspiel: Aaron Sorkin | 1,19 Mio.    |
| 23         | 4         | Missachtung          | Contempt                     | 30. Nov. 2014        | 6. Feb. 2015                          | Anthony Hemingway | Handlung: Deborah Schoeneman Schauspiel: Aaron Sorkin        | 1,38 Mio.    |
| 24         | 5         | Oh Shenandoah        | Oh Shenandoah                | 7. Dez. 2014         | 13. Feb. 2015                         | Paul Lieberstein  | Aaron Sorkin                                                 | 1,36 Mio.    |
| 25         | 6         | Was für ein Tag      | What Kind of Day Has It Been | 14. Dez. 2014        | 20. Feb. 2015                         | Alan Poul         | Aaron Sorkin                                                 | 1,62 Mio.    |